# Gunnar Strömblad
Gunnar Strömblad, född 7 mars 1951, är nu pensionär med ett mindre antal styrelseuppdrag. Han avslutade sin karriär som koncerndirektör i Schibsted med ansvar för verksamhetsområdet Sverige (2006-2012).
Gunnar Strömblad är född och uppvuxen i Tullinge i södra Stockholm. Han är utbildad civilekonom från Handelshögskolan i Stockholm. Han var verkställande direktör för Solna SEA i Singapore 1978–1981, ekonomichef i Aftonbladet 1987–1990, verkställande direktör i Aftonbladet 1991–1999 och verkställande direktör i Svenska Dagbladet 1999–2006. 2006 tillträdde han posten som koncernchef i Schibsted ASA 2006 med ansvar för verksamhetsområdet Sverige. Strömblad var även styrelseordförande i Aftonbladet Hierta AB, Svenska Dagbladet AB, Metronome Film & Television AB, Sandrew Metronome AB. Han är även styrelseledamot i Aftenposten AS, Aspiro AB m fl.
Gunnar var styrelseordförande i Mediaplanet International AB från maj 2013 till augusti 2016. Han är även styrelseledamot i Hitta.se och Annonsdax.
Strömblad utsågs 2007 till Sveriges mäktigaste mediemakthavare av tidningen Resumé.